# Tachythereua hispanica
Tachythereua hispanica är en mångfotingart som först beskrevs av Frederik Vilhelm August Meinert 1886.  Tachythereua hispanica ingår i släktet Tachythereua och familjen spindelfotingar. Inga underarter finns listade i Catalogue of Life.